# سیارک ۱۱۷۷۳
سیارک ۱۱۷۷۳ (به انگلیسی: 11773 Schouten، نامگذاری:1021T-3) یازده هزار و هفتصد و هفتاد و سومین سیارک کشف شده‌است که در ۱۷ اکتبر ۱۹۷۷ کشف شد.
قدر مطلق سیارک برابر ۲۳٫۴ است.